# Maura Rivera

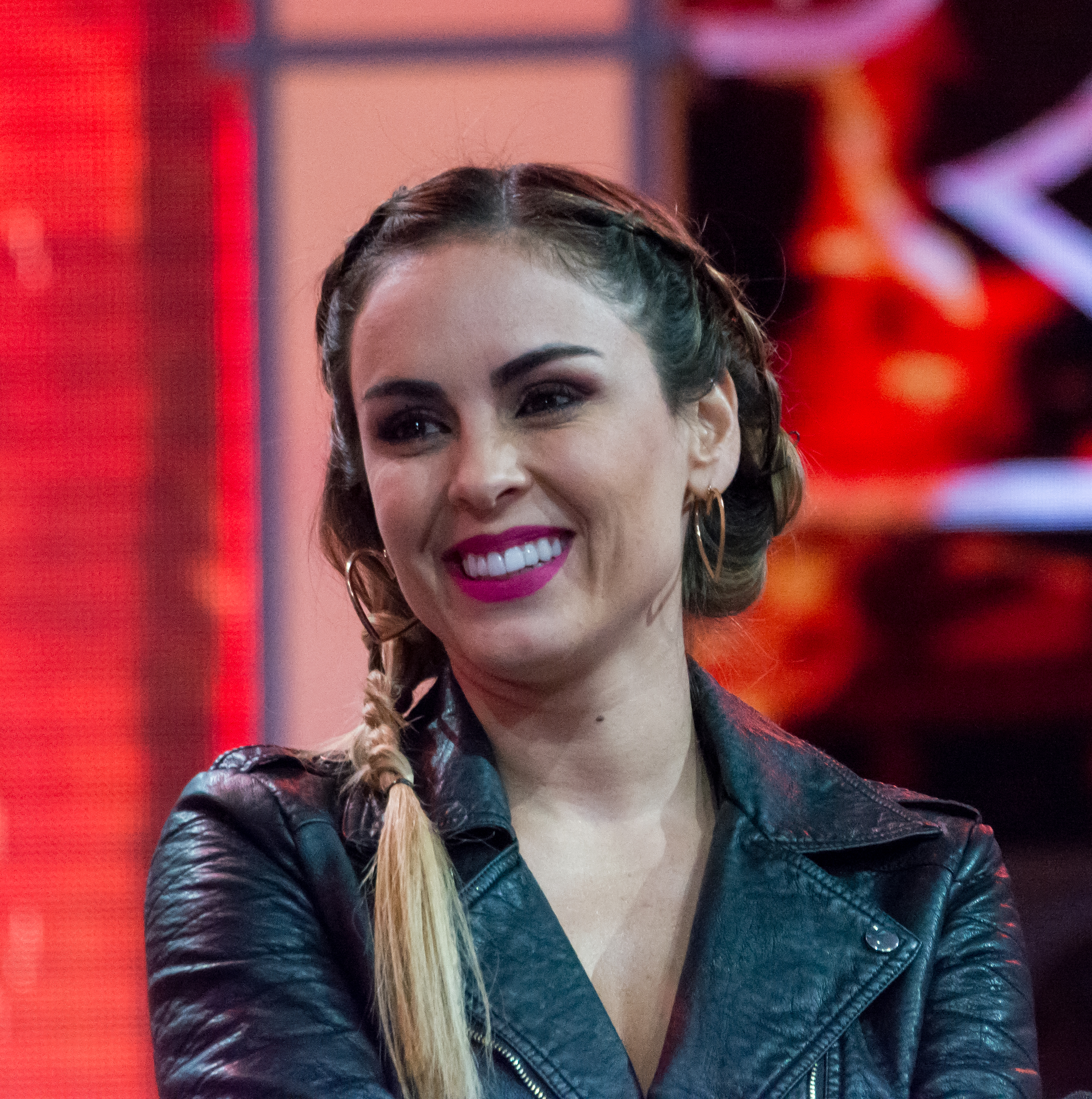
Maura Rivera

Maura Verónica Rivera Díaz (Santiago, 18 de dezembro de 1984) é uma dançarina e apresentadora de televisão chilena. Mora em Moscou, onde vive com seu esposo, o futebolista chileno Mark González, com quem casou em 23 de dezembro de 2010.

## Rojo Fama Contrafama
Em 2002, a concorrente se integrou ao Rojo Fama Contrafama de TVN, onde ela obteve o sexto lugar da primeira geração deste, e ela pôde estar no elenco estável, chamado o Clan Rojo, devido à falta de contingente feminino.

## Fiebre de Baile
Maura é um dos 10 participantes da Fiebre de Baile, de CHV que difere de outros estelares de dança, já que consiste em uma competição onde os concorrentes já tiveram experiência em programas estelares, caçatalentos.